# The Grate Impeeryul Sirkus
The Grate Impeeryul Sirkus è un cortometraggio muto del 1914 diretto da E.A. Martin. Il film è precursore della serie Simpatiche canaglie (Our Gang) e contiene anche una parodia della corsa delle bighe di Ben Hur.

## Trama
In città, i bambini accolgono con entusiasmo l'arrivo del circo tanto che ai piccoli viene l'idea di organizzare uno spettacolo per gioco. Ma le cose diventano ancora più eccitanti quando un vero elefante irrompe nello show.

## Produzione
Il film fu prodotto dalla Selig Polyscope Company.

## Distribuzione
Distribuito dalla General Film Company, il film uscì nelle sale cinematografiche statunitensi il 30 ottobre 1914. Copia della pellicola esiste ancora.